# Osun
Osun. Deidad del Panteón Yoruba que actúa como mensajero de Olofi, es el custodio y vigilante de los creyentes de la Religión Yoruba, vive en alto, y si llega a caer, anuncia que la muerte está cerca de la persona.
Son los primeros que debe recibir el iniciado.

## Patakkin

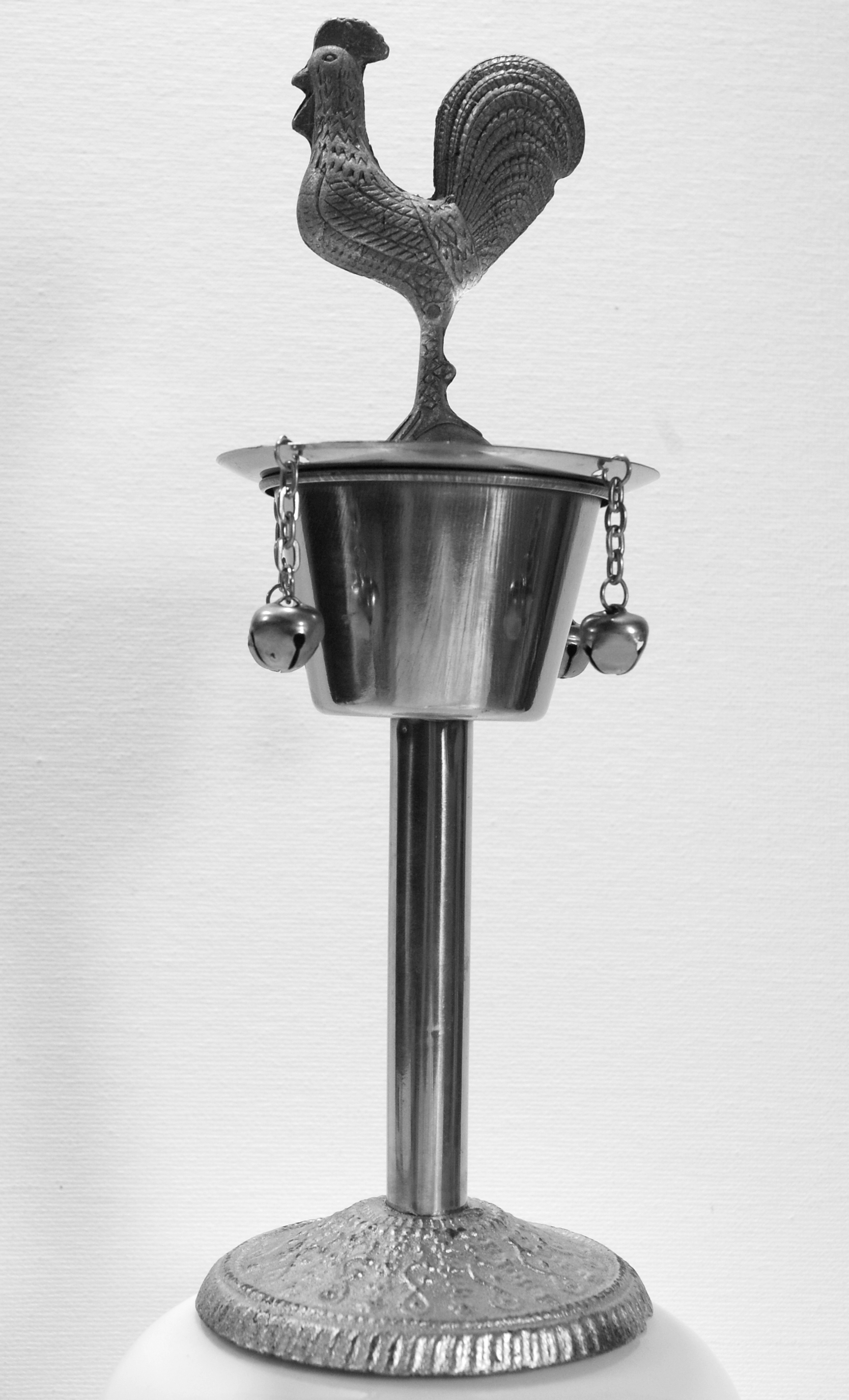
Cáliz de hierro de Osun

Ozun Osun era el vigilante de Obatalá, quien vivía con su mujer Yemú y sus tres hijos Oggún, Ochosi y Elegguá. Resulta que Oggún era el preferido y los otros dos debían obedecerle.
Oggún estaba enamorado de su madre y varias veces había intentado violarla, pero Elegguá siempre avisaba a Osun el vigilante, quien iba y regañaba a Oggún.
Entonces un día Oggún ordenó salir de la casa a Elegguá y sobornó a Osun con maíz para que no le delatara mientras abusaba de su madre. Eleguá le contó todo a Obatalá, quien no podía creerlo, pero decidió ir a la casa y encontró a Osun durmiendo y a Oggún abusando de su madre. Entonces fue cuando Oggún se maldijo a sí mismo y Obatalá le dijo a Osun:

“Confiaba en ti y te vendiste por maíz”

Después Osun perdió su cargo y fue Elegguá quien se convirtió en el vigilante de su padre Obatalá.
Osun es un Orisha mayor, actúa como mensajero de Obatalá y Olofi. Orula se apoya en él para conseguir los poderes de la adivinación. Es el que vigila la cabeza de los creyentes. Se recibe a Osun cuando se entregan Los Guerreros (Elegguá, Oggún y Ochosi). Representa la vida misma.
Su santo católico es San Juan Bautista. Deidad que actúa como mensajero de Olofi, es el custodio y vigilante de los creyentes de esta religión, vive en alto y si llega a caer anuncia que la muerte esta cerca de la persona. Orula el adivino, se apoya en el para tener poderes de videncia.

## Características
- Nombres: Osun, Ozun
- Saludo: ¡Maferefún Osun!
- Número: 8 y sus múltiplos
- Fecha: 24 de junio
- Colores: Blanco.
- Día de la semana:
- Sincretismo: San Juan Bautista
- Es un Osha del grupo de Orisha Oddé, comúnmente llamados Los Guerreros junto a Elegguá, Oggún y Oshosi.
- Es uno de los primeros Orishas y Oshas que recibe cualquier individuo. Osun es un Orisha que consagran los Awó ni Orunmila y sólo éstos tienen potestad para entregarlo.
- Representa al espíritu ancestral que se relaciona con el individuo genealógicamente y que le guía y advierte.
- Es el vigilante, el guardián, la vigilia.

No va a cabeza de nadie y es solo potestad de los babalawos consagrar a sus hijos, no tiene caminos. Se recibe uno con Azojuano o Babalu Ayé, que en la actualidad debido al sincretismo es rematado en su punta con un perro, otro con Oduduwa rematado por una paloma con las alas extendidas y del alto de su poseedor. Osun guarda una relación especial con Orunmila. Orunla se apoya en Osun, siendo este su bastón para obtener los poderes de la adivinación y el conocimiento real y trascendente. Este Orisha no se asienta, ni se sube.
Representa la verticalidad del ser humano sobre la tierra, por ningún motivo debe de acostarse su fundamento ni tumbarse mientras su poseedor permanezca vivo, si el que lo posee fallece, Osun se tumba y se debe ir con su dueño. Cuando Osun se tambalea o cae solo, es por qué su dueño está siendo presa de una brujería. Osun es el mensajero de Obbatalá y Olofin.

## Familia
Hijo de Obbatala y Yemú.

## Atributos
- El receptáculo de Osun es una copa de metal plateado que en la parte superior puede tener la figura de un gallito o una paloma y que en su interior lleva una carga secreta.
- No posee atributos y no lleva manos de caracoles ni collar.
- Su color es el blanco por excelencia, pero también representa todos los colores, porque Osun es también color, la pintura que se realiza en el piso debajo del pilón en asiento de Osha se denomina Osun y la que se realiza en la cabeza del Iyabó Osun Lerí.

## Ofrendas
- Se le ofrenda Orí (manteca de cacao), Efún (cascarilla). Nunca aguardiente o maiz.
- Se le inmolan principalmente palomas (eyelé) y los mismos animales que a los guerreros, excepto gallo o pollo que es su tabú por ser el mismo un akuko (gallo).
- Sus Ewe son los mismos de los otros guerreros, pudiendo también llevar los ewe de Obbatalá.

## Coronar Osun.Kari-Osha
Osun es un Orisha que no se corona. Al hijo de Osun se le corona Obatalá.

## Sincretismo
Como parte de la transculturación y del peligro que vieron los esclavos traídos a Cuba de perder sus raíces, cada santo adoptó el nombre de un santo católico. También está el hecho de que los esclavos venían de diferentes partes de África y en cada uno se le llamaba diferente.
| St. Católicos    | Kimbisa | Mayombe | Abakuá | Brillumba | Arará | Iyesá | Gangá |
| S. Juan Bautista | (?)     | (?)     | (?)    | (?)       | (?)   | (?)   | (?)   |

## Características de sus hijos
Similares a los hijos de Obbatalá, pero más aplacados, no tan altivos como estos, por el contrario manejables y humildes.

## Fuente
Orisha Ayé. la espiritualidad del Caribe al Brasil. Bolívar Aróstegui, Natalia. Porras Potts, Valentina; Editorial José Martí, 2011. La Habana.